# かほく市立河北台中学校
かほく市立河北台中学校（かほくしりつ かほくだいちゅうがっこう）は、石川県かほく市に3つある市立中学校のうちの1つ。

## 通学区域
木津、松浜、遠塚、浜北、秋浜、外日角、白尾